# 藤原貞正
藤原 貞正（ふじわら の さだまさ）は、平安時代中期の武士。藤原北家利仁流、豊後守・藤原重光の子。

## 略歴
寛和元年（985年）、時の蔵人頭・藤原実資の推挙により滝口武者となる。永祚元年（989年）には、京都粟田口において従兄弟・藤原為延と共謀し対立していた越前国の豪族・三国行正（雅憲とも）を射殺する事件を起こす。これを受けた朝廷は検非違使や武勇人を貞正らの逮捕に向かわせたが失敗したとある
。『今昔物語』には子・親孝は源頼信の乳母子とあり、天延元年（973年）以前に越前守を務めている源満仲と主従関係にあった可能性も指摘される。
後代、一子・正重の子孫が加藤氏を称し河内源氏の郎党となっている。